# Maciej Materka
Maciej Materka – polski oficer cywilnych i wojskowych służb specjalnych w stopniu generała brygady oraz urzędnik państwowy, w latach 2018–2022 szef Służby Kontrwywiadu Wojskowego. Od lutego 2025 przewodniczący rady Frontline Foundation.

## Życiorys
Był funkcjonariuszem Urzędu Ochrony Państwa i Agencji Bezpieczeństwa Wewnętrznego. Od 2006 związany z powstającym Centralnym Biurem Antykorupcyjnym. W 2010 został pełnomocnikiem ds. kontroli przetwarzania danych osobowych. W 2015 złożył wniosek o odejście ze służby pomimo pozytywnej opinii szefa CBA Pawła Wojtunika. Od 2016 do 2018 był zastępcą dyrektora i dyrektorem Departamentu Bezpieczeństwa w MSWiA.
17 stycznia 2018 powołany na Szefa Służby Kontrwywiadu Wojskowego po pozytywnym zaopiniowaniu przez Komisję ds. Służb Specjalnych Sejmu RP. W kwietniu 2020 został powołany także na stanowisko pełnomocnika Ministra Obrony Narodowej ds. bezpieczeństwa cyberprzestrzeni.
14 sierpnia 2020 prezydent RP Andrzej Duda na wniosek Ministra Obrony Narodowej Mariusza Błaszczaka awansował Macieja Materkę do stopnia generała brygady.
W październiku 2022 złożył rezygnację ze stanowiska Szefa Służby Kontrwywiadu Wojskowego.

## Odznaczenia
W kwietniu 2023 został odznaczony medalem Dyrektora Defense Intelligence Agency (DIA) (DIA Director's Award). We wrześniu 2023 za zaangażowanie w realizację wspólnych zadań pomiędzy SKW oraz AFOSI został odznaczony oficerską Legią Zasługi (Legion of Merit).